# Biofrontera
Die Biofrontera AG ist ein biotechnologisches Unternehmen mit Sitz in Leverkusen. Es ist auf die Entwicklung dermatologischer Medikamente und medizinischer Kosmetika spezialisiert.

## Geschichte
Das Unternehmen wurde 1997 vom heutigen Vorstandsvorsitzenden Hermann Lübbert gegründet. Im Oktober 2006 wurden die Aktien des Unternehmens an der Börse Düsseldorf notiert, seit 2013 sind die Biofrontera Aktien ebenfalls im Regulierten Markt der Deutschen Börse in Frankfurt zugelassen. Die Biofrontera AG bildet eine Verwaltungsholding mit fünf 100%igen Tochterfirmen, in Deutschland der Biofrontera Bioscience GmbH, der Biofrontera Pharma GmbH, der Biofrontera Development GmbH und der Biofrontera Neuroscience GmbH. Während die ersten beiden den laufenden Geschäftsbetrieb tragen, dienen die beiden letzteren als Finanzhüllen für einzelne klinische Entwicklungsprojekte.
Im März 2013 hat sich die Maruho Deutschland GmbH, eine 100%ige Tochter der Maruho Co, LTD, dem größten japanischen Dermatologie-Unternehmen, im Rahmen eines strategischen Investments an Biofrontera beteiligt. Im März 2015 gründete das Unternehmen eine eigene US-amerikanische Tochtergesellschaft mit Sitz in Woburn, Massachusetts. Die Biofrontera Inc. steuert die Geschäftstätigkeit der Unternehmensgruppe innerhalb der USA.
Ein Schwerpunkt des Unternehmens ist der Ausbau der internationalen Vertriebstätigkeit, wobei seit Oktober 2016 vor allem der amerikanische Markt im Fokus stand. Für die Vermarktung außerhalb Deutschlands werden eigene Vertriebsstrukturen aufgebaut, so zum Beispiel in Spanien und den USA, oder in den jeweiligen Ländern Abkommen mit geeigneten Partnern abgeschlossen. In Spanien ist das Unternehmen mit einer eigenen Niederlassung, der Biofrontera Pharma GmbH surcusal en Espana vertreten.
Im Rahmen der Investitionsoffensive für Europa gewährte die European Investment Bank EIB Biofrontera im Mai 2017 ein Darlehen von bis zu 20 Millionen Euro.

## Produkte
- Ameluz (Wirkstoff: 5-Aminolävulinsäure, ALA) ist ein verschreibungspflichtiges Medikament zur Behandlung von weißem Hautkrebs und dessen Vorstufen (aktinische Keratosen). Es wurde im Dezember 2011 in der EU zugelassen, ist seit Februar 2012 in Deutschland und aktuell (Stand 2022) in elf weiteren Ländern der EU, in der Schweiz und in Israel erhältlich. Es folgten in der EU Zulassungserweiterungen für die Behandlung bei Feldkanzerisierung, d. h. der Durchsetzung größerer Hautflächen mit Krebsvorstufen, (2016) und der Behandlung von Basalzellkarzinomen (2017).[3][4]

Im Mai 2016 erteilte die amerikanische Zulassungsbehörde FDA Biofrontera die Zulassung in den USA für Ameluz in Kombination mit der BF-RhodoLED-Rotlichtlampe zur Behandlung von aktinischen Keratosen leichten bis mittleren Schweregrades im leichten bis mäßigen Schweregrad im Gesicht und auf der Kopfhaut.
Zur Vermarktung von Ameluz unterhält Biofrontera europaweit diverse Kooperationen, etwa mit Galenica AB (Skandinavien), Louis Widmer AG (Schweiz), Maruho Co., Ltd. (Asien),  Medac Gesellschaft für klinische Spezialpräparate mbH (Polen) und Pelpharma Handel GmbH (Österreich).
- Mit der PDT-Rotlichtlampe BF-RhodoLED für die photodynamische Therapie (PDT) brachte Biofrontera in 2012 ergänzend ein Medizinprodukt auf den Markt.

- Die Produkte der Belixos-Serie, die seit 2009 vermarktet werden, dienen der Basispflege bei entzündeter, juckender und schuppiger Haut, zur medizinischen Pflege nach medikamentöser Behandlung sowie als Tagespflege zum Schutz und zur Regeneration sonnengeschädigter Haut.